# 乌青
乌青（1978年10月1日—），原名鄭功宇，生于浙江玉环，中國大陸新詩作家、小說家。

## 主要作品
- 诗歌：整理有5个诗辑《有哈鼠》 《有一天啊》 《猿翼山》 《圆宝头》 《狐狸精》
- 小说：整理有小说书《有一天·卷一》（早前整理有两个小辑《七上》和《八下》）。
- 影像：影像：长片《爬山小说》， 短片 《乌青的叙述》 《星座V》 《找钱》 《跟踪.1》 《大黄蜂：九里达》 《赵州桥》《我们都是年轻人》等。
- 杂志：《海盗》 果皮系列网刊等